# トマス・ベイツ
トマス・ベイツ（Thomas Bates、1567年 - 1606年1月30日）は、イングランド史において、プロテスタントのイングランド国王ジェームズ1世を暗殺し、カトリックの君主に挿げ替えようとした1605年の過激派カトリック教徒らによる火薬陰謀事件のメンバーの一人。
イングランドのウォリックシャーのラップワースの生まれの平民で、リチャード3世時代以来の名門かつ熱心なカトリック教徒であるケイツビー家の使用人として雇われ、その敷地内に妻と共に住んでいた。その忠実で献身的な仕事ぶりを火薬陰謀事件の首謀者となる主人ロバート・ケイツビーに気に入られていた。
1603年にイングランド王としてジェームズ1世が即位すると、多くのカトリック教徒たちはカトリックへの寛容政策を期待していたが、次第に失望に変わった。その一人である主人のケイツビーは貴族院（ウェストミンスター宮殿）で行われる議会開会式にて、議場を大量の火薬をもって爆破し、ジェームズ及び政府要人らをまとめて暗殺した上で、同時にミッドランズ地方で民衆叛乱を起こし、カトリックの傀儡君主を立てることを計画した。
ケイツビーがトマス・ウィンターやガイ・フォークスといった有志を募り、順調に計画準備が進んでいく中で、ベイツは偶然にそれを知ってしまった。それに気づいたケイツビーは、そのまま彼を仲間に引き入れることを決め、こうして1604年12月にベイツは7人目のメンバーとなり、準備は着々と進められていった。
しかし、陰謀を密告する匿名の手紙に基づき、イングランド当局は計画決行日の前日である1605年11月4日の深夜にウェストミンスター宮殿の捜索を行い、貴族院の地下室にて、大量の火薬とそれを管理していたフォークスを発見し、計画は露見した。
ベイツはミッドランズでの反乱のためにケイツビーと共に同地に向かっている途中であったが、翌5日早朝にロンドンを脱出した仲間よりフォークス逮捕の報を受けた。当初予定通りにミッドランズで反乱を起こして最後の抵抗を試みることを決めたケイツビーの命令を受けて、ベイツはイエズス会の要人ヘンリー・ガーネット神父らのいるコートン・コートに向かい、援助を求める主人の手紙を送り届けた。ところが、ロンドンの情報が広がったことによってもはやケイツビーらを支持したり協力を申し出る者はおらず、計画は頓挫し、ベイツは7日夜のうちに、息子を連れて逃亡した。
11月8日の早朝に、ケイツビーらは滞在していたスタッフォードシャーのホルベッチ・ハウスを、ウスターの州長官率いる200人の部隊に襲撃され、その戦闘の中でケイツビーら何人かは射殺され、生き残った者はそのまま逮捕された。前夜に逃亡していたベイツであったが即日発見され、すぐに逮捕された。
他の仲間たちが社会的身分が高いためにロンドン塔に収監されたのに対し、ベイツは平民であったためにゲートハウス監獄に収監された。また身分が低いがために拷問による尋問の可能性も他の者たちより高く、そのため、ベイツは尋問には協力的で、特に計画実行者たちとイエズス会士との関わりを話したことは、国王秘書長官ロバート・セシルが今回の陰謀がイエズス会によるものと非難する根拠を与えた。ただ、計画の全貌を知っていたとは言い難いベイツの証言の信憑性は低いと考えられており、後に彼は死刑が回避できないと知ると、これを撤回している。
1606年1月27日のウェストミンスター・ホールにおける裁判では起訴事実に対して無罪を主張したが、大逆罪での首吊り・内臓抉り・四つ裂きの刑が宣告された。
同月30日にベイツは他3人の仲間と共にセント・ポール教会堂で処刑された。

## 出自
ウォリックシャーのラップワース生まれで、リチャード3世時代以来の名門かつ熱心なカトリック教徒であるケイツビー家の使用人として雇われた。ベイツは妻マーサ（Martha）と共にケイツビー家の敷地内の建屋に住んでいた。
ベイツは自分用の使用人を雇うことや鎧の着用を許されていた。主人のロバート・ケイツビーから忠実で献身的な使用人だと評価されていた。

## 火薬陰謀事件
1603年にカトリックを弾圧したエリザベス女王が亡くなり、ジェームズ1世がイングランド国王に即位した。彼自身はプロテスタントであったものの、彼の母であるスコットランド女王メアリーはカトリックの殉教者と見なされていたため、イングランド国内のカトリック教徒の多くは彼がカトリックへの寛容政策をとるのではないかと期待していた。実際に即位直後は寛容的な態度を見せたものの、妻アンにローマ教皇から密かにロザリオが贈られたことなどが発覚し、1604年2月にはカトリック司祭の国外退去命令が出されたり、国教忌避者に対する罰金の徴収が再開された。これによりカトリック教徒たちは国王に大いに失望した。その中の一人である過激派のケイツビーは、議会開会式にて議場を大量の火薬で爆破してジェームズ及び政府要人をまとめて暗殺し、また同時にミッドランズ地方で反乱を起こしてカトリックの傀儡君主を立てることを計画した（火薬陰謀事件）。

### 陰謀への参加と準備
1604年5月20日、ロンドンにて最初の打ち合わせが行われ、ケイツビーほか、ジョン・ライト、トマス・ウィンター、ガイ・フォークス、トマス・パーシーの計5名が祈祷書に秘密の誓いを立てた。その後、6月にパーシーが国王の親衛隊に任命されるのに伴って、彼らはウェストミンスター宮殿近くにアジトを築くことに成功した。10月には6人目の仲間としてロバート・キーズが加わり、ケイツビーが所有するランベスのアジトの管理を任された。
こうした動きに対し、ベイツは計画を知らされてはいなかったが、主人の動向を怪しんでいた。1604年12月、ベイツはロンドンのパドル・ワーフにある主人の下宿に招かれ、そこで彼とトマス・ウィンターから質問を受けた。ベイツは率直に「議会で何か危険なことをしようとしているのではないか」と推測していたことを話した。なぜなら、議会近くに宿をとるように命令されていたためであった。これを聞いて2人はベイツに秘密を打ち明け、彼は7番目の同志となった。
当初、彼らの狙いは1605年2月開会予定の議会であったが、12月24日に疫病（ペスト）への懸念から開会は10月3日に延期された。その後、1605年7月までには貴族院の地下室に大量の火薬樽を運び入れたが、同月に議会の開会は再び11月5日まで延期されることが決まった。
ケイツビーは計画に際して大部分の出資を行っていたが、8月には資金不足に陥っていた。そこで同月にバースにてケイツビー、パーシー、トマス・ウィンターの3人が秘密の打ち合わせを行い、彼らは「まだ仲間が少ないため」ケイツビーが「最適と思われる人物を仲間に招く」ことを許可することを決定した。この決定についてベイツは違和感を覚え、仲間たちの中で唯一反対した。しかし、押し切られ、ケイツビーはすぐにアンブローズ・ルックウッド、エバラード・ディグビー、フランシス・トレシャムの3人を仲間に加えた。
計画の残りの詳細部分は10月にロンドンとダヴェントリーの酒場で決まった。フォークスは貴族院地下室の火薬樽に結んだ導火線に火を付けた後、テムズ川を渡って現場を離れる。時を同じくしてミッドランズ地方で反乱を起こし、ディグビー率いる「狩猟隊（hunting party）」がエリザベス王女を確実に確保する。その後、フォークスはヨーロッパのカトリック勢力にイングランドの状況を説明するため、大陸に向かうというものであった。

### 決行日前夜の露見と逃亡、逮捕
11月4日月曜日の夜、ベイツはケイツビー、ジョン・ライトとともに反乱計画のためにミッドランズに向けて出発した。翌5日、ダンスタブルでケイツビーの馬に蹄鉄を付けているところ、ロンドンで待機しているはずのルックウッドがやってきた。彼はフォークスが火薬と共に貴族院地下室で発見されて逮捕された、と報告した。ルックウッド以外にもロンドンにいたクリストファー・ライトとトマス・パーシーが脱出を果たし、一向に合流した。
この時点でケイツビーはミッドランズでの反乱は諦めておらず、事前にエバラード・ディグビーから送られてきた馬に乗って、彼と彼が率いる「狩猟隊」が待つダンチャーチに向かった。その途中のアシュビー・セント・レジャーズでロバート・ウィンターが合流し、ダンチャーチではノーブルックに土地勘があり、現地で物資調達を担っていたジョン・グラントも合流した。
11月6日、彼らはウォリック城から馬を盗み、ストラットフォード・アポン・エイボン近くのノーブルックから貯蔵武器を回収した。そしてハディントンに向かって進む途中でケイツビーはベイツに、コートン・コートのヘンリー・ガーネット神父らイエズス会に支援を求める手紙を届けるように命じた。同日、政府はルックウッドの使用人への尋問から犯人たちの情報を割り出し、逮捕を宣告した（この宣告文には容疑者にケイツビーの使用人ロバート・アッシュフィールドと書かれていたが、これはベイツの間違いだと考えられる）。
11月7日、ベイツはコートンコートに到着し、ガーネット神父とオズワルド・テシモンド神父に計画の失敗を伝えた。この時、後の尋問で、ベイツはテシモンドが「我々は完全に破滅した」と叫んだのを耳にしたという。ガーネットは協力を拒否し、「邪悪な行為」をやめ、教皇の教えに耳を傾けるようにとしたためたケイツビー宛ての手紙をベイツに渡すと、急いで逃亡した。
同じ頃、ケイツビーらはスタッフォードシャーの州境にあるホルベッチ・ハウスに到着した。ロンドンの事態が広まるにあたってもはや彼らに協力や支援をする者はおらず、雨に打たれて疲労と絶望感に苛まれていた。湿っていた火薬を乾かすため火の前に広げたが、火の粉が火薬にかかった瞬間、火柱が立ち、炎がケイツビー、ルックウッド、グラント、そしてモーガン（狩猟隊の一員）の4人を飲み込んだ。ケイツビーは命は助かるも火傷を負った。ここにベイツも合流したものの、彼は息子を連れて、ディグビーと共にホルベッチ・ハウスから逃亡した。11月8日にイングランド政府から派遣された200人規模の追跡隊がホルベッチ・ハウスを襲撃し、ケイツビー以下、パーシー、ライト兄弟が射殺され、生き残った者たちは拘束された。しかし、一足早く脱出したベイツもすぐに見つかり逮捕されてしまった（ディグビーと共に行動をしていたとすれば、彼の逮捕時に一緒に捕まったと思われる）。
なお、他の仲間たちがロンドン塔に収監されたのに対し、平民のベイツはゲートハウス監獄に投獄された。

### 裁判と処刑
逮捕者たちに拷問を含めた尋問が行われている中、12月4日にベイツはイエズス会のオズワルド・テシモンド神父が計画を知っていたと告白した。尋問において、陰謀にイエズス会が関わっていることを白状したのはベイツだけである。
さらにベイツは1月13日の尋問において11月7日にガーネットとテシモンドを訪ね計画の失敗を伝えたことなども明かした。テシモンドと一緒にハディントンに行き、神父がハインドリップ・ホールのハビントン家に向かうのを見送る前のことや、1605年10月にガーネット、ジェラード、テシモンドの3人で会ったことなども話してしまった。
これら自白内容は、国王秘書長官ロバート・セシルが今回の陰謀がイエズス会によるものだったと批判する根拠にされてしまった。
作家兼歴史家のアントニア・フレイザーは、イエズス会が事前に計画を知っていたとするベイツの証言の信憑性に疑問を呈している。なぜなら、ベイツは他の仲間たちの中で唯一下層階級に属していたために拷問を受ける危険性が高く、このために尋問官の機嫌を取ろうとした可能性がある。
後にベイツは自分の処刑が回避できないと知ると、これら自白を撤回した。
1606年1月27日、ウェストミンスター・ホールにおいてベイツは生き残った他7人の仲間たちと共に裁かれた。彼らは大逆罪で起訴され、ベイツは否認し、慈悲を求めた。有罪を認めたのはディグビーだけだった。結局、8名全員に大逆罪での有罪と首吊り・内臓抉り・四つ裂きの刑が宣告された。
1606年1月30日の朝、ベイツはハードルに縛られた状態で、ゲートハウス監獄から刑場となったセント・ポール教会堂の西端まで、馬で引き回された。この日の処刑対象はベイツを含めて4人であり、最初にディグビー、次にロバート・ウィンター、そしてグラントが首吊り・内臓抉り・四つ裂きの刑に処されるのを見せられた。最期にベイツが処刑台に上がり、同じように陰惨な最期を遂げた。その翌日には残りの4人が同様に処刑された。